# Magdalena Stysiak
Magdalena Stysiak, född 3 december 2000 i Turów, Polen är en volleybollspelare (motstående spiker).
Magdalena Stysiak spelade som junior med Siatkarz Wieluń från 2014. Hon började sedan spela med federationslaget SMS PZPS Szczyrk 2015, som då spelade 1. liga. Säsongen 2016-17 gick hon över Chemik Police och debuterade i högsta ligan. Efter ett år på lån till SMS Polices ungdomslag återvände hon till Chemik Police för mästerskapet 2018-19, men  flyttade mitt i säsongen till Budowlani Łódź, även de i högsta divisionen. 
Säsongen 2019-20 flyttade hon till Italien för att spela i högsta divisionen med Pallavolo Scandicci Savino Del Bene. Efter två år med gick hon till säsongen 2021-22 över till ligakonkurrenten Unione Sportiva Pro Victoria Pallavolo Monza.
Hon började spela med de olika juniorlandslagen sedan 2015 och med seniorlandslaget sedan 2019.
Hon var med i laget som tog brons vid Junioreuropamästerskapet i volleyboll för damer 2018, där hon själv utsågs till bästa motstående spiker. Med seniorlandslaget har hon deltagit i EM 2019, EM 2021 och VM 2022. Vid de europeiska kvalet för OS 2021 utsågs hon åter till bästa motstående spiker.